# Манастир Дубрава
Манастир Дубрава се налази на Златибору и припада Епархији жичкој Српске православне цркве.

## Географски положај
Манастир Дубрава се налази на јужним падинама Златибора, смештен је на једном од меандара изнад кањона реке Увац, на узвишењу са којег се пружа поглед на реку. Захваљујући помоћи донатора, већином из Америке, прокопан је макадамски пут те је до манастира омогућен несметан прилаз за моторна возила.
Удаљен је од Краљевих вода неких 30km, до којег се долази асфалтним путем који води поред Рибничког језера, села Рибница и села Стубло.

## Историја
Нема поузданих писаних информација када је манастир саграђен, претпоставке засноване на писаним изворима сведоче да је манастир Дубрава био метох манастира Прибојска Бања , на основу тога се сматра да је подигнут током 13. века.
Наводно је уништен манастир у 17. веку. Археолози су на локалитету пронашли оставу са 260 млетачких златника из 17. столећа, за коју се претпоставља да су оставили калуђери склањајући се пред Турцима. Рушевине манастира Дубраве помињу се 1853. године у неким списима, али готово да и нема поузданих писаних података о томе када је манастир Дубрава саграђен. Претпоставља се да је подигнут и да су га Турци опљачкали и спалили до темеља у исто време када и манастире Прибојска Бања и Увац.
Првобитна манастирска црква је била једнобродна грађевина са полукружном апсидом на источној страни, димензија 5,50 X 7,50m и касније дозиданом припратом, као и остаци манастирских конака.
Цитат о локацији, у атару села Доброселица: Уз рјеку к истоку на граници од реченог манастира (Прибојска Бања) у обштини Доброслеској има једна манастирина. Зове се "Дубрава мана(стир) оборено". Почетком 20. века из манастирских рушевина је још расла винова лоза.
Обнову манастира покренуо је, после три стотине година, игуман манастира Увца, монах Данило, раније хиландарски калуђер. Он је постао игуман обновљеног манастира Дубрава. Током археолошких ископавања 2004. године откривени су остаци манастирског храма, трпезарије, фрагменти средњовековне керамике и 260 млетачких дуката.

## Повезана веровања, легенде, приче, сећања, личности
За обнову манастира Дубрава, везане су многе приче и веровања. Према причи монаху Данилу игуману манастира Увац, у сну се јавио благопочивши патријарх Герман, казавши му да крене долином реке Увац и да потражи „изгубљени” манастир, у коме се крије велико благо које ће пронаћи и захваљујући коме ће и обновити тај порушени манастир. Лутајући, монах запажа један стари храст који му привлачи пажњу. Пришавши му и детаљно разгледајући по шипражју, схватио је да се налази на остацима храма. У помоћ око рашчишћавања рушевина притичу му мештани и Завод за заштиту споменика културе из Краљева. Међу пристиглим мештанима био је и Митар Ђуровић из Горње Јабланице, који је копајући, у скривници пронашао 260 млетачких дуката из 16. и 17. века.
По причи годину дана пре него што ће пронаћи дукате, Господ је на чудесан начин благословио руке овог мештанина. Наиме, док је палио свеће са монахом Данилом, његове руке су попримиле воштано-жуту боју, чиме му је Господ наговестио да ће управо он пронаћи закопано благо. Постоји и једна прича везана за изградњу цркве Светог Василија Острошког и ктиторе овог храма породицу Стојановић из Америке. Наиме, Пресвета Богородица указала се у сну Горану Стојановићу, Србину из Америке, који двадесет година није могао да има децу, рекавши му да дође у Дубраву и донира изградњу цркве. Када је он, као ктитор, 2007. године помогао изградњу цркве Светог Василија Острошког добио је ћерку, а када је подигао и црквени звоник 2008. године добио је и сина.

## Опис данашње цркве
На темељима старе цркве Светог Илије подигнута је нова црква посвећена Светом Пантелејмону. У питању је једнобродна грађевина малих димензија, са полукружном олтарском апсидом на источној страни и малим улазним дрвеним тремом на западној страни. Покривена је кровом од шиндре. Зидана је од притесаног камена и малтера, по чему подсећа на цркву манастира Увца. Поред мале цркве саграђена је нова црква посвећена Светом Василију Острошком. У питању је једнобродна грађевина са полукружном олтарском апсидом на истоку и бочним параклисима на северној и јужној страни. Накнадно је уз цркву на западној страни дозидана припрата. Црква је покривена двосливним лименим кровом и надвишена је полукружном куполом.